# Castello di Quarate
Il castello di Quarate si trova nell'omonima località frazione di Bagno a Ripoli, in provincia di Firenze.

## Storia
Prima che venisse eretto il castello, dovette esistere nel sito un fortilizio romano, da cui deriva il nome della zona, un castrum detto centuria quadrata, che probabilmente fu recuperato e ampliato in epoca longobarda, come farebbe pensare l'intitolazione della vicina chiesa a san Michele Arcangelo. Le prime notizie ufficiali sul castello si trovano in un documento del 1098.
Fu possesso della famiglia dei Quaratesi, che ne riprese il nome. In una descrizione del 1346 viene ricordato come il castello facesse parte dei beni indivisi di tutti i rami della famiglia, e viene descritto come "una casa a pie' detta della torre", dotata di cortina muraria e con un fossato almeno su di un lato. Nella porta di accesso alla corte fu ritrovata una pergamena commemorativa: «Questa porta fàcione fare madonna Oretta e madonna Camilla, figliole di Andrea Quaratesi, l'anno 1523 del mese di septembre, quando fuggirono la morìa di Quarata. Lavoròlla mastro Battista legnaiolo a Monte et è la porta d'olmo». Vi si ricorda cioè come la famiglia si fosse rifugiata in campagna durante una delle periodiche ondate di peste in città.
Dal 1534 passò per le mani di altri proprietari.
Nella struttura oggi residenziale si nota la struttura duecentesca, a pianta rettangolare, dotato di corte centrale. Vi spiccano una torre priva della sommità, sul lato nord-occidentale, e una seconda isolata, a poche decine di metri, a basa quadrata e costruita in pietra arenaria, con un ulivo singolarmente cresciuto sulla sua sommità, che le ha valso il nome di "torre dell'ulivo". Sono visibili inoltre scarsi resti delle mura che cingevano il colle.
A poca distanza si trova la cappella di San Michele Arcangelo, che fu parrocchia fino al XV secolo ed oggi è stata ristrutturata.